# Helen Willsová Moodyová
Helen Newingtonová Willsová (nepřechýleně Helen Newington Wills, 6. října 1905 Centerville, Kalifornie – 1. ledna 1998 Carmel, Kalifornie), známá také pod jmény Helen Willsová Moodyová (nepřechýlenĕ Wills Moody) a Helen Willsová Roarková (nepřechýlenĕ Wills Roark), byla americká tenistka, která dokázala získat celkem 31 titulů z turnajů Grand Slamu, z toho osm ve dvouhře Wimbledonu. Na Letních olympijských hrách 1924 konaných v Paříži se stala dvojnásobnou zlatou medailistkou v ženské dvouhře i čtyřhře. Byla označena „za první rodilou Američanku, která jako sportovkyně dosáhla mezinárodního věhlasu.“
Roku 1935 se stala nejlepší sportovkyní Spojených států. V roce 1959 byla uvedena do Mezinárodní tenisové síně slávy.
Narodila se v kalifornském Centerville, dnešní součásti města Fremont. Studovala na Kalifornské univerzitě v Berkeley, kterou nedokončila. Přibližně polovinu titulů z velkých turnajů získala pod jménem Helen Willsová, druhou pak jako Helen Willsová Moodyová. 

## Sportovní kariéra
Z 31 grandslamových titulů triumfovala sedmkrát ve dvouhře na US Championships, osmkrát ve dvouhře Wimbledonu a čtyřikrát ve dvouhře French Championships. Kromě startů na French Championships a Wimbledonu v roce 1926 se na všech ostatních grandslamech vždy probojovala do finále dvouhry.
Je dvojnásobnou olympijskou vítězkou z Letních olympijských her 1924 konaných v Paříži, kde vyhrála soutěže ve dvouhře a čtyřhře žen. Poté byl tenis vyřazen z rodiny olympijských sportů až do roku 1988. V letech 1921 a 1922 se stala juniorskou přebornicí USA, mistryní USA mezi ženami se stala již roku 1923 v 17 letech, což z ní udělalo do té doby nejmladší vítězku národního mistrovství. V období 1919 až 1938 dosáhla řady nejméně 158 vítězství bez jediné porážky a ztráty setu. V letech 1923, 1924, 1925, 1927, 1928, 1929, 1930, 1931, 1932 a 1938 byla také členkou reprezentačního týmu USA ve Wightman Cupu.

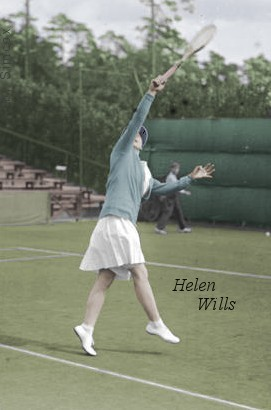
Helen Willsová Moodyová na historické fotografii, 1929

Na tenisovém dvorci se chovala uzavřeně, málokdy projevila své emoce. Kathleen McKaneová Godfreeová, která jí jako jediná porazila ve Wimbledonu, o ní pronesla: „Helen byla velmi uzavřená osoba, která si nikdy nevytvořila mnoho přátelství.“ Díky jejímu neměnnému výrazu v obličeji ji americká sportovní novinářka Grantland Riceová nazvala „Little Miss Poker Face“ (Slečinka s pokerovou tváří). Přestože dosáhla významných úspěchů, byla mezi fanoušky díky svému chování nepopulární. Proto ji začali ironicky přezdívat „Královna Helen“ či „Císařská Helen“. K tomu se později vyjádřila ve svém životopise, v němž napsala: „Mým jediným zájmem byla snaha odehrát míček přes síť. Byla jsem prostě svá, velmi koncentrovaná na hru bez jakýchkoli dalších myšlenek.“
Dne 16. února 1926 se jako dvacetiletá utkala jedinkrát v životě s tehdy již šestinásobnou wimbledonskou vítězkou Suzanne Lenglenovou. Jednalo se o finále turnaje v Carlton Clubu v Cannes. Utkání získalo značnou pozornost, přítomen byl i švédský král. Lenglenová dokonce po jedné výměně pro uklidnění pila brandy s vodou a zápas vyhrála výsledkem 6–3, 8–6. Moodyová již nikdy nedostala šanci Lenglenové porážku oplatit, protože ta se rozhodla po sezóně 1926 ukončit závodní kariéru.
Od roku 1927 neztratila ve dvouhře ani jeden set žádného závodního utkání až do Wimbledonu 1933.
V exhibičním zápase 28. ledna 1933 v kalifornském San Franciscu prohrála s osmou hráčkou amerického žebříčku Phil Neerovou 6–3, 6–4. 
US Championships vyhrála sedmkrát v řadě, v letech 1926 a 1930 se turnaje neúčastnila. Po sedmi titulech však v roce 1933 vzdala pro bolesti zad další finále, ke kterému nastoupila proti Heleně Jacobsové. V okamžiku skreče prohrávala ve třetím setu. Poté na ni tenisoví fanoušci vyvinuli velký tlak, což vyústilo v rozhodnutí, že na US Championships již nikdy hrát nebude. V dalších dvou wimbledonských finálových zápasech (1935 a 1938) Jacobsovou porazila.
Charlie Chaplin byl jednou dotázán, co považuje za nejkrásnější pohled, který kdy viděl. Odpověděl: „Byl to pohyb Helen Willsové během hry.“
Podle Wallise Myerse z Daily Telegraphu a Daily Mailu byla klasifikována v první desítce ženského žebříčku v období od roku 1922 do roku 1925, a poté v letech 1927 až 1933 a 1935 až 1938. Světovou jedničkou pak byla devět let v letech 1927 až 1933 a znovu od roku 1935 do roku 1938.
V letech 1926 a 1929 se objevila na obálce časopisu Time.

## Vzdělání

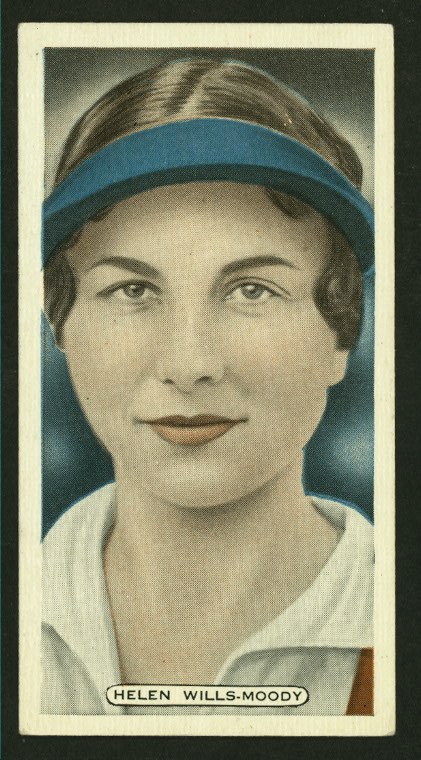
Helen Willsová Moodyová

Po absolvování střední školy Head-Royce School nastoupila na Kalifornskou univerzitu v Berkeley, kterou ovšem nedokončila. Na univerzitě byla členkou spolku (Fí Beta Kappa).
Závěť po její smrti v roce 1998 obsahovala sdělení, že univerzitě odkazuje 10 milionů dolarů na rozvojový fond Institutu neurověd. V důsledku toho se pak pracoviště v roce 1999 přejmenovalo na Institut neurověd Heleny Willsové Kalifornské univerzity v Berkeley, aby tím vyjádřilo úctu k filantropce.

## Soukromý život
Narodila se v kalifornském Centerville pod rodným jménem Helen Newington Wills jako jediné dítě lékaře Clarence A. Willse a Catherine Anderson. Poprvé se provdala v prosinci roku 1929 za Fredericka S. Moodyho Jr., který byl burzovním makléřem. S manželem se rozvedla v roce 1937. Podruhé se vdala za irského hráče pola Aidana Roarka v říjnu 1939. S druhým manželem žila v Point of Timber. Neměla žádné děti. 
Je autorkou knihy pro tenisové trenéry Tennis (1928), dále svého životopisu Fifteen-Thirty: The Story of a Tennis Player (Patnáct-třicet: Příběh tenistky, 1937) a také detektivky Death Serves an Ace (1939, spolu s Robertem Murphym). Psala články pro noviny Saturday Evening Post a další časopisy.
Zemřela v 92 letech přirozenou smrtí 1. ledna 1998 v kalifornském Carmelu. Neměla žádné děti.

## Finálová utkání na Grand Slamu

### Vítězství (19)
| Rok  | Turnaj                   | Finalistka                         | Výsledek      |
| 1923 | US Championships         | Molla Bjurstedtová Malloryová      | 6–2, 6–1      |
| 1924 | US Championships (2)     | Molla Bjurstedtová Malloryová      | 6–1, 6–3      |
| 1925 | US Championships (3)     | Kathleen McKaneová Godfreeová      | 3–6, 6–0, 6–2 |
| 1927 | Wimbledon                | Lili de Alvarezová                 | 6–2, 6–4      |
| 1927 | US Championships (4)     | Betty Nuthallová Shoemakerová      | 6–1, 6–4      |
| 1928 | French Championships     | Eileen Bennettová Whittingstallová | 6–1, 6–2      |
| 1928 | Wimbledon (2)            | Lili de Alvarezová                 | 6–2, 6–3      |
| 1928 | U.S. Championships (5)   | Helen Hullová Jacobsová            | 6–2, 6–1      |
| 1929 | French Championships (2) | Simone Mathieuová                  | 6–3, 6–4      |
| 1929 | Wimbledon (3)            | Helen Hullová Jacobsová            | 6–1, 6–2      |
| 1929 | US Championships (6)     | Phoebe Holcroftová Watsonová       | 6–4, 6–2      |
| 1930 | French Championships (3) | Helen Hullová Jacobsová            | 6–2, 6–1      |
| 1930 | Wimbledon (4)            | Elizabeth Ryanová                  | 6–2, 6–2      |
| 1931 | US Championships (7)     | Eileen Bennettová Whittingstallová | 6–4, 6–1      |
| 1932 | French Championships (4) | Simone Mathieu                     | 7–5, 6–1      |
| 1932 | Wimbledon (5)            | Helen Hullová Jacobsová            | 6–3, 6–1      |
| 1933 | Wimbledon (6)            | Dorothy Roundová Littleová         | 6–4, 6–8, 6–3 |
| 1935 | Wimbledon (7)            | Helen Hullová Jacobsová            | 6–3, 3–6, 7–5 |
| 1938 | Wimbledon (8)            | Helen Hullová Jacobsová            | 6–4, 6–0      |

### Finále (3)
| Rok  | Turnaj               | Vítězka                       | Výsledek           |
| 1922 | US Championships     | Molla Bjurstedtová Malloryová | 6–3, 6–1           |
| 1924 | Wimbledon            | Kathleen McKaneová Godfreeová | 4–6, 6–4, 6–4      |
| 1933 | US Championships (2) | Helen Hullová Jacobsová       | 8–6, 3–6, 3–0skreč |

## Výsledky na Grand Slam – dvouhra
| Turnaj          | 1922  | 1923  | 1924  | 1925  | 1926  | 1927  | 1928  | 1929  | 1930  | 1931  | 1932  | 1933  | 1934  | 1935  | 1936  | 1937  | 1938  | Celkově SR |
| --------------- | ----- | ----- | ----- | ----- | ----- | ----- | ----- | ----- | ----- | ----- | ----- | ----- | ----- | ----- | ----- | ----- | ----- | ---------- |
| Australian Open | A     | A     | A     | A     | A     | A     | A     | A     | A     | A     | A     | A     | A     | A     | A     | A     | A     | 0 / 0      |
| French Open1    | A     | A     | NH    | A     | 2k    | A     | W     | W     | W     | A     | W     | A     | A     | A     | A     | A     | A     | 4 / 5      |
| Wimbledon       | A     | A     | F     | A     | 1k    | W     | W     | W     | W     | A     | W     | W     | A     | W     | A     | A     | W     | 8 / 10     |
| US Open         | F     | W     | W     | W     | A     | W     | W     | W     | A     | W     | A     | F     | A     | A     | A     | A     | A     | 7 / 9      |
| SR              | 0 / 1 | 1 / 1 | 1 / 2 | 1 / 1 | 0 / 2 | 2 / 2 | 3 / 3 | 3 / 3 | 2 / 2 | 1 / 1 | 2 / 2 | 1 / 2 | 0 / 0 | 1 / 1 | 0 / 0 | 0 / 0 | 1 / 1 | 19 / 24    |